# Gegants de la Ciutat de Valls

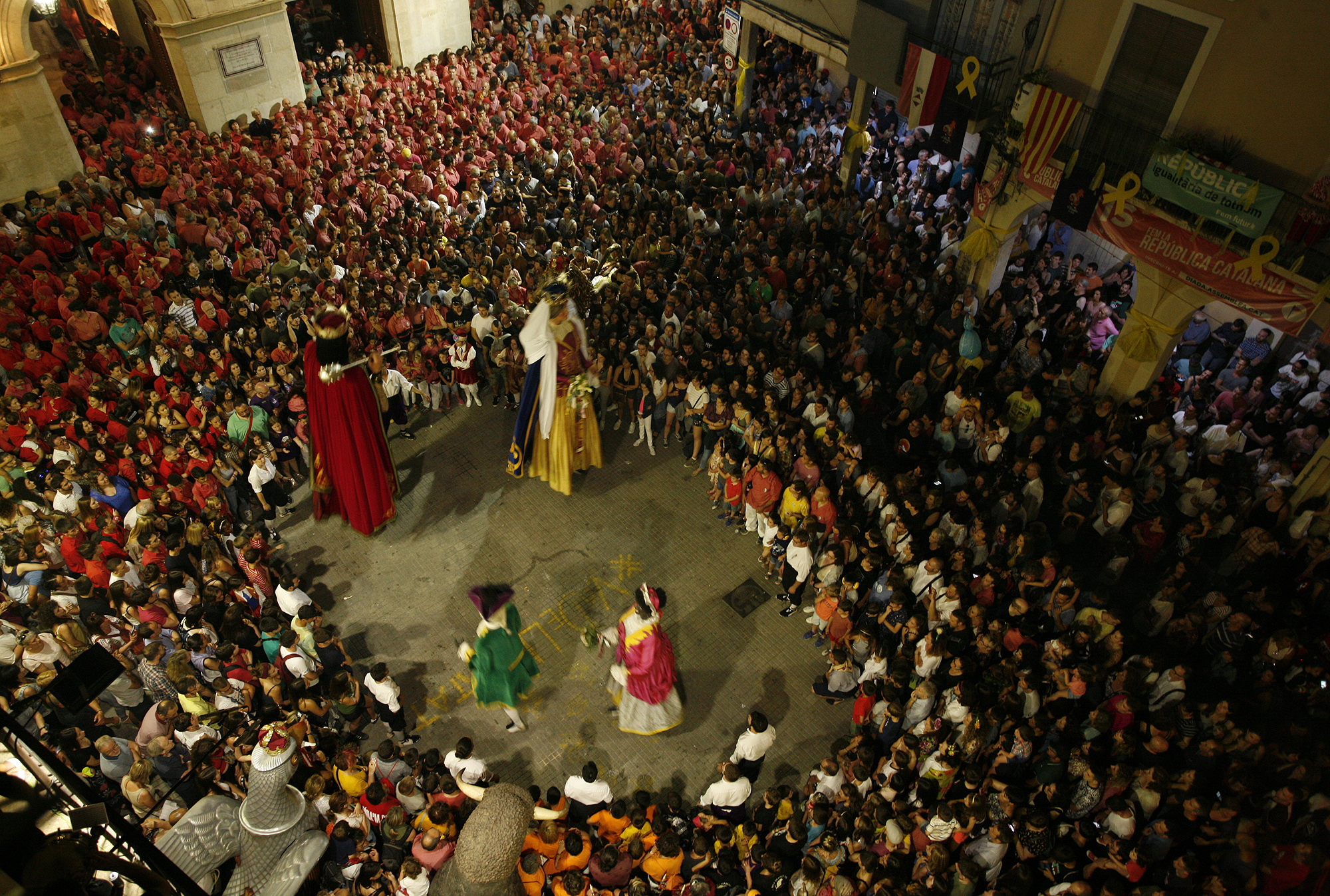
Els gegants de la ciutat de Valls a la sortida de Completes de l'any 2019

La ciutat de Valls compta actualment amb quatre gegants de titularitat municipal: el Lladrefaves, la Gegantona, el Gegant de la Porra i la Geganta.

## Història
La primera referència documental dels Gegants de Valls és de l'any 1725. En aquella ocasió es feia la benedicció del nou santuari dedicat a la Mare de Déu del Lledó. L'any 1764 la ciutat de Valls celebra unes rogatives a la Mare de Déu del Lledó per tal d'acabar amb la sequera. Per fer-les s'encarreguen diverses peces noves, com un drac, una mulassa, un bou, un os i també uns gegants nous. L'encàrrec d'aquests gegants nous es va fer a l'escultor vallenc Lluís Bonifàs. De fet, la tradició oral encara manté que el Lladrefaves és obra de Lluís Bonifàs, malgrat que no s'ha pogut demostrar mai. Les proves tècniques i científiques realitzades l'any 2014 per l'Escola d'Art i Disseny de la Diputació de Tarragona garanteixen que la figura es remunta almenys a l'any 1840. Fou construït en el bust amb cartró pedra sobre una base inferior de fusta i les seves mans són de fusta.
Així doncs, al llarg de la història la ciutat de Valls ha comptat amb una comparsa formada per tres gegants. De fet, a més de l'any 1764, el Gegant de la Porra i la Geganta es van renovar, com a mínim l'any 1883. Durant cinc dècades (entre el 1869 i el 1921) el gegant perdria la porra característica per substituir-la per una pipa. Es tenen notícies d'activitats d'aquests tres gegants al llarg de tot el segle xix. A principis del segle XX s'instaurà la tradició de canviar el vestuari dels gegants coincidint amb les Festes Decennals de la Mare de Déu de la Candela, i així es farà entre el període de 1901 a 1931.
L'any 1947 es construeixen el Gegant de la Porra i la Geganta actuals, al taller Ingenio de Barcelona. L'antiga parella de gegants es trobava en molt mal estat. Aquest any s'aprofita el canvi de gegants per fer un canvi en la indumentària del gegantó Lladrefaves, que passa de l'aspecte colonial a un aspecte més morisc.
L'any 1951, coincidint amb les Festes Decennals, es va estrenar la Gegantona, la parella del Lladrefaves. La Gegantona es va encarregar a la casa Paquita de Barcelona. L'any 1989 el gegantó canvia l'estructura de mig cos per uns cavallets de cos sencer, i no serà fins a l'any 2001 quan tornarà a recuperar l'estructura de mig cos.
Pel que fa al Gegant de la Porra i la Geganta, l'any 2014 van estrenar indumentària, obra d'Amadeu Ferré. Els disseny i ornamentació del vestuari estan inspirats en elements arquitectònics i decoratius de la ciutat de Valls. Els tons i colors també tenen un significat simbòlic. En el gegant de la porra, el vermell de la capa fa referència a l'escut de la ciutat, mentre que en el de la geganta el blau al·ludeix al color lluminós del cel i el daurat de la faldilla al de la llum de les Festes Decennals de la Mare de Déu de la Candela. Un any després, el 2015, van renovar les corones, cisellades per l'orfebre tarragoní Joan Serramià. L'any 2017 es van restaurar les figures al taller Casserras de Solsona.
Per la Festa Major de Sant Joan de l'any 2015 els Gegantons van estrenar nou vestuari, obra del figurinista Amadeu Ferré.
Per la Fira de Santa Úrsula els gegants de la Ciutat van estrenar perruques, ja que feia 40 anys que no es canviaven. En aquesta remodelació cal destacar que la Geganta va recuperar les dues trenes, mentre que el Lladrefaves va recuperar els rulls de cabells laterals. La renovació de les perruques va anar a càrrec d'Albert Modol, de Louis Perruqueria.

## Sortides[6]
Els gegants de la ciutat de Valls surten al carrer en comptades ocasions. Fonamentalment es poden veure per les dues grans festes de la ciutat de Valls, Sant Joan i Santa Úrsula i també per Corpus. Els gegantons participen a la Festa Major de Sant Josep de Picamoixons. A més a més, cada 10 anys participen a les Festes Decennals de la Mare de Déu de la Candela. En ocasions excepcionals han sortit del municipi, però no és gaire habitual.
Així doncs el calendari de sortides dels gegants de la Ciutat de Valls queda de la següent manera:
- Sant Josep: per la Festa Major de Picamoixons, i rememorant la llegenda que dona nom al Lladrefaves, el gegantó va caminant fins a Picamoixons.
- Corpus: el dissabte fan la sortida de vigília i el diumenge encapçalen la professó de Corpus el diumenge a la tarda.
- Sant Joan: els gegants surten a la vigília al migdia, i a l'anada i sortida de Completes del dia 23. El dia 24 a l'anada i sortida d'Ofici i al Tomb del Poble. El dia 25 a l'Anada al Lledó.
- Santa Úrsula: el dissabte fan la sortida de vigília i el diumenge l'anada a Ofici i la sortida d'Ofici.

## L'anada del gegantó Lladrefaves a Picamoixons
L'any 2012 es va recuperar la tradició del gegantó Lladrefaves d'anar a peu fins a Picamoixons. Aquesta tradició només es va veure modificada l'any 2014, en què el gegantó estava sent analitzat i restaurat, i l'any 2020, en motiu de la pandèmia de la COVID-19.
Segons explica el folklorista Joan Amades, era habitual que el gegantó anés de Valls a Picamoixons en motiu de les festes d'aquest indret. En arribar al poble, els geganters es van negar a ballar pel cansament acumulat, però les autoritats els hi van obligar. Per la sorpresa de tothom, entre volta i volta van començar a caure tavelles de faves, i és des de llavors que el gegantó rep el nom de Lladrefaves.